# Zenonia zeno
Zenonia zeno is een vlinder uit de familie van de dikkopjes (Hesperiidae). De wetenschappelijke naam van de soort is voor het eerst geldig gepubliceerd in 1864 door Roland Trimen.